# Drassyllus lamprus
Drassyllus lamprus är en spindelart som först beskrevs av Chamberlin 1920.  Drassyllus lamprus ingår i släktet Drassyllus och familjen plattbuksspindlar. Inga underarter finns listade i Catalogue of Life.